# Halloween 5: The Revenge of Michael Myers
Halloween 5: Sự trả thù của Michael Myers hoặc Quỷ dữ báo thù (tựa tiếng Anh: Halloween 5: The Revenge of Michael Myers) là bộ phim thứ 5 trong loạt phim kinh dị Halloween, phát hành vào năm 1989 và Dominique Othenin-Girard làm đạo diễn.
Hai diễn viên Donald Pleasence và Danielle Harris vẫn sẽ tiếp tục đóng vai Tiến sĩ Samuel Loomis và cô bé Jamie Lloyd trong phần này. Câu khẩu hiệu của phim là Michael lives. And this time they're ready!, dịch sang tiếng Việt: Michael sống lại. Và lần này họ đã sẵn sàng.

## Nội dung
Vào đêm 31 tháng 10 năm 1988, Michael Myers bị bắn và bị rơi xuống hầm mỏ. Hắn đã bò ra một con suối và được một ông già giúp đỡ. Michael rơi vào tình trạng hôn mê, được ông già chăm sóc suốt thời gian đó. Một năm sau, vào ngày 30 tháng 10 năm 1989, Michael tỉnh lại giết chết ông già rồi quay về Haddonfield tìm đứa cháu gái Jamie Lloyd.
Jamie đã được đưa vào bệnh viện nhi đồng, cô bé đã bị câm và thường gặp ác mộng cũng như co giật. Trong khi đó Tiến sĩ Samuel Loomis thuyết phục cảnh sát trưởng Ben Meeker rằng Michael vẫn còn sống. Michael đã về đến Haddonfield, giết chết Rachel Carruthers, bắt đầu theo dõi Tina Williams. Hắn cũng giết Mikey, bạn trai của Tina, bằng cách lấy cái cào đập vào đầu anh.
Đêm đó Tina, Sam và Spitz tham gia bữa tiệc Halloween ở nông trại. Jamie bất ngờ nói chuyện lại được, cô bé có linh cảm rằng Tina đang gặp nguy hiểm nên chạy đi tìm Tina. Sam và Spitz đang ái ân trong chuồng ngựa thì Michael giết họ. Spitz bị đâm bởi cây ba chĩa, còn Sam bị chém bởi cây lưỡi liềm. Michael cũng giết hai người cảnh sát mà Loomis bảo đi theo coi chừng Tina. Tina vào chuồng ngựa phát hiện ra hai xác chết. Sau đó Michael lái xe hơi đuổi theo Tina, Jamie và cậu bé Billy. Tina hi sinh thân mình để cứu mạng Jamie, cô bị Michael đâm dao vào ngực. Loomis và đội cảnh sát đã đến giải cứu Jamie và Billy. Jamie đồng ý đặt mình vào nguy hiểm để giúp Loomis ngăn chặn Michael.
Loomis lên kế hoạch lừa Michael về lại căn nhà thời thơ ấu của hắn. Nhưng Jamie có linh cảm rằng Michael đã đến phòng khám địa phương và Billy đang gặp nguy hiểm, điều đó làm Meeker cùng lực lượng cảnh sát phải rời khỏi nhà Myers. Lúc này Michael xuất hiện giết chết hai người cảnh sát còn lại. Michael hạ gục Loomis rồi đuổi theo Jamie.
Jamie chạy lên tầng trên, thấy một cái quan tài và xác chết của Rachel và Mikey. Michael định giết Jamie, nhưng cô bé thỉnh cầu lòng nhân đạo trong hắn. Theo yêu cầu của Jamie, Michael cởi mặt nạ ra. Michael nổi giận lên khi Jamie dám chạm vào mặt hắn. Loomis sử dụng Jamie làm mồi nhử rồi bắn thuốc mê vào Michael, lấy cây gỗ đập hắn tới tấp.
Michael bị giam trong đồn cảnh sát, khi cảnh sát nói rằng hắn sẽ bị chuyển đến nhà tù nghiêm ngặt nhất, Jamie trả lời rằng "Hắn sẽ không bao giờ chết". Jamie sắp được một cảnh sát đưa về nhà, nhưng một người áo đen bí ẩn tấn công đồn cảnh sát, giết chết Meeker và tất cả các sĩ quan. Jamie bước vào trong đồn, bước qua từng xác chết, rồi phát hiện Michael đã bỏ trốn khỏi buồng giam.

## Diễn viên
- Donald Pleasence vai Tiến sĩ Samuel Loomis
- Danielle Harris vai Jamie Lloyd
- Ellie Cornell vai Rachel Carruthers
- Don Shanks vai Michael Myers / Người áo đen
- Beau Starr vai Cảnh sát trưởng Ben Meeker
- Jeffrey Landman vai Billy Hill
- Wendy Kaplan vai Tina Williams
- Tamara Glynn vai Samantha "Sam" Thomas
- Jonathan Chapin vai Mikey
- Matthew Walker vai Spitz
- Betty Carvalho vai Y tá Patsey
- Troy Evans vai Cảnh sát Charlie Bloch
- Frank Como vai Cảnh sát Nick Ross
- David Ursin vai Cảnh sát Tom Farrah
- Karen Alston vai Darlene Carruthers